# Черкаський навчально-виховний комплекс № 34
Черкаський навчально-виховний комплекс «Загальноосвітня школа І-ІІІ ступенів — ліцей спортивного профілю № 34» — загальноосвітній навчальний заклад у місті Черкаси, найновіша за часом будівництва школа міста.
Школа побудована за типовим проєктом 224-1-431.85.
1. ↑  НВК №34 - Черкаська область. ІСУО